# Cyrtandra impressivenia
Cyrtandra impressivenia är en tvåhjärtbladig växtart som beskrevs av Charles Baron Clarke. Cyrtandra impressivenia ingår i släktet Cyrtandra och familjen Gesneriaceae. Inga underarter finns listade i Catalogue of Life.